# آدم كيف (كرة سلة)
آدم كيف (بالإنجليزية: Adam Keefe)‏ مواليد 22 فبراير 1970 في إرفاين، هو لاعب كرة سلة أمريكي سابق. بدأ مسيرته الاحترافية في سنة 1992. تم اختياره من قبل فريق أتلانتا هوكس خلال الدرافت. يبلغ طوله 6 قدم 9 بوصة (2.1 م). حقق المركز الثالث في دورة الألعاب الأمريكية 1991. اعتزل اللعب في 2003. أحرز خلال مسيرته في الإن بي إيه 3107 نقطة بمعدل 5.0 نقاط في المباراة الواحدة.

## المسيرة الاحترافية
لعب مع أتلانتا هوكس من سنة 1992 إلى 1994، ثم لعب مع يوتا جاز من سنة 1994 إلى 2000، ثم لعب مع غولدن ستايت ووريورز في موسم 2000–2001، ثم لعب مع نادي سانت جوسيب لكرة السلة في الدوري الإسباني في موسم 2001–2002، ثم لعب مع سي بي إستوديانتس في موسم 2002–2003.

## الميداليات
| الميدالية | المسابقة                    |
| --------- | --------------------------- |
| برونزية   | دورة الألعاب الأمريكية 1991 |

## روابط خارجية
- آدم كيف على موقع إن بي أي (الإنجليزية)
- آدم كيف على موقع سبورتس رفرنس (الإنجليزية)
- آدم كيف على موقع الدوري الإسباني لكرة السلة (الإسبانية)
- آدم كيف على موقع كرة السلة الأوروبية.كوم (الإنجليزية)
- آدم كيف على موقع كلية كرة السلة في سبورتس رفرنس.كوم (الإنجليزية)
- آدم كيف على موقع ريلجم (الإنجليزية)
- آدم كيف على موقع بروبوليرز (الإنجليزية)
- آدم كيف على موقع سبورتس رفرنس (الإنجليزية)